# Dendryphantes calus
Dendryphantes calus är en spindelart som beskrevs av Chamberlin 1916. Dendryphantes calus ingår i släktet Dendryphantes och familjen hoppspindlar. Inga underarter finns listade i Catalogue of Life.